# Magazine hebdo
Magazine Hebdo est un magazine hebdomadaire français d'information générale, de tendance droite libérale, qui parut au cours des années Mitterrand, de 1983 à 1985. Il fut créé par Alain Lefebvre, directeur du groupe Media, ancien membre de la Fédération des étudiants nationalistes, d'Europe-Action et du GRECE.
Le directeur de la rédaction était Jean-Claude Valla, ancien du Figaro magazine et le rédacteur en chef Claude Jacquemart, ancien directeur du journal maurrassien Le Charivari au début des années 1960, qui s'était réfugié un temps en Belgique pour échapper à une arrestation, à cause de sa proximité avec l'Organisation armée secrète.
La rédaction était principalement composée par des membres, ou anciens membres, du GRECE (comme Michel Marmin), d'anciens militants d'Occident (comme Xavier Raufer, conseiller de la direction), et par d'anciens journalistes du Figaro magazine ou de Valeurs actuelles. Patrice Duhamel fit partie de la direction, et Jean de Belot, futur directeur de la rédaction du Figaro, en fut le rédacteur en chef économique.